# Shahrestān di Genaveh
Lo shahrestān di Genaveh (farsi شهرستان گناوه) è uno dei 10 shahrestān della provincia di Bushehr, in Iran. Il capoluogo è Bandar-e Gonaveh.